# Piaseczno (jezioro w województwie warmińsko-mazurskim)
Piaseczno – jezioro w Polsce, położone w województwie warmińsko-mazurskim, w powiecie działdowskim, w gminie Lidzbark, na obszarze Garbu Lubawskiego.

## Charakterystyka
Piaseczno znajduje się na terenie Górznieńsko-Lidzbarskiego Parku Krajobrazowego. Jest to hydrologicznie zamknięte jezioro o urozmaiconej linii brzegowej, nieco wydłużone z północnego zachodu na południowy wschód. Powierzchnia jeziora wynosi 25,6 hektara, a maksymalna głębokość dochodzi do 12,5 m. Posiada I klasę czystości. Znajduje się tam plaża i kąpielisko oraz pole namiotowe. W północnej części zbiornika znajdują się dwie zatoki. W bezpośrednim sąsiedztwie jeziora projektowane są dwa rezerwaty o nazwach Torfowisko Piaseczeńskie i Obrazik.